# Lubuklinggau

Vị trí Lubuklinggau tại Nam Sumatra.

Lubuklinggau là một thành phố thuộc tỉnh Nam Sumatra, Indonesia. Thành phố có diện tích 401,50 km² và dân số năm 2004 là 167.138 người, mật độ dân số đạt 416,3 người/km². Thành phố được thành lập từ ngày 17 tháng 8 năm 2001